# Bøygard
Le Bøygard sono un duo musicale norvegese formato nel 2003 dalle sorelle Anita e Tove Bøygard.

## Carriera
Le Bøygard hanno fatto il loro debutto nel 2004 con l'album Belly Dream, cantato in lingua inglese. Il loro secondo album del 2008, Røre ved deg, contiene invece brani cantati nel dialetto dell'Hallingdal, la zona di provenienza delle sorelle. Nel 2013, grazie al terzo disco Blågras på Skrindo, hanno ottenuto il loro primo ingresso nella classifica norvegese al 27º posto, oltre alla loro prima candidatura agli Spellemannprisen, il principale riconoscimento musicale norvegese, per l'album di musica country dell'anno.

## Discografia

### Album
- 2004 – Belly Dream
- 2008 – Røre ved deg
- 2013 – Blågras på Skrindo

### Singoli
- 2003 – Welcome Now (con Aslag Haugen)
- 2004 – Who Did This to You
- 2007 – Nokon som deg/Røre ved deg
- 2013 – Sumarmorgon
- 2013 – Blågras på Skrindo
- 2013 – Frank
- 2013 – Småsko